# La biblioteca perduta dell'alchimista
La biblioteca perduta dell'alchimista è un romanzo di Marcello Simoni, pubblicato per la prima volta in Italia nel 2012; è il secondo capitolo della saga che vede come protagonista Ignazio da Toledo, dopo Il mercante di libri maledetti.

## Trama
È la primavera del 1227 e la regina di Castiglia è scomparsa in modo misterioso. Strane voci corrono per il regno e alcuni parlano di un intervento del Maligno. L’unico in grado di risolvere l’enigma è Ignazio da Toledo, grande conoscitore dei luoghi e delle genti grazie ai suoi numerosi viaggi tra oriente e occidente e alla sua capacità di risolvere arcani e antichi misteri. Le ricerche del mercante di reliquie partono subito fino al rinvenimento del mitico Turba philosophorum, un manoscritto attribuito a un discepolo di Pitagora.

## Edizioni
- Marcello Simoni, La biblioteca perduta dell'alchimista, Nuova narrativa Newton, Newton Compton Editori, 4 ottobre 2012,  p. 329, ISBN 9788854141483.
- Marcello Simoni, La biblioteca perduta dell'alchimista, Gli insuperabili, Newton Compton, 2013,  p. 318, ISBN 9788854153714.
- Marcello Simoni, La biblioteca perduta dell'alchimista, Gli insuperabili, Newton Compton, 20 febbraio 2014,  p. 320, ISBN 9788854165717.
- Marcello Simoni, La biblioteca perduta dell'alchimista, King, Newton Compton, 28 maggio 2020,  p. 320, ISBN 9788822742674.